# Lugones
Lugones är en ort i Spanien.   Den ligger i provinsen och regionen Asturien, i den norra delen av landet, 400 km nordväst om huvudstaden Madrid. Lugones ligger 165 meter över havet och antalet invånare är 14 000.
Terrängen runt Lugones är kuperad västerut, men österut är den platt. Runt Lugones är det tätbefolkat, med 297 invånare per kvadratkilometer. Närmaste större samhälle är Oviedo, 5,4 km sydväst om Lugones. Omgivningarna runt Lugones är en mosaik av jordbruksmark och naturlig växtlighet.